# 八幡神社 (久喜市樋ノ口)
八幡神社（はちまんじんじゃ）は、埼玉県久喜市の神社。

## 歴史
1660年（万治3年）に創建された。元々当地には稲荷神社があったが、名主の岡安三右衛門により八幡神を勧請したのが当社の起源である。なお元々あった稲荷神社は当社の末社になっている。隣の三宝寺が別当寺であった。
1873年（明治6年）、近代社格制度に基づく「村社」に列せられた。
かつては9月14日の例祭の余興として万作踊りが行われていた。しかし太平洋戦争勃発で、出征兵士が増加し万作踊りを行う男性が不足したため、中止となった。

## 交通アクセス
- 路線バス樋の口停留所より徒歩6分。